# Johannes James
Johannes (Jan of Jean) James (Rotterdam, 28 augustus 1928 − Amsterdam, 5 februari 2018) was een Nederlands hoogleraar weefselleer.

## Biografie
James stamde uit het predikantengeslacht James en was een zoon van predikant ds. Swerus Hermanus Johannes James (1877-1960) en diens tweede echtgenote Maria Magdalena van der Giessen (1884-1979). Hij behaalde op 20 maart 1956 het artsexamen aan de Universiteit van Amsterdam. Op 21 mei 1959 doctoreerde hij daar met Over het lichaampje van Barr in celkernen van zoogdieren. Per 1 januari 1965 werd hij bij zijn alma mater benoemd tot lector algemene cytologie; zijn openbare les onder de titel De rusteloze celkern hield hij op 6 april 1965. Per 1 januari werd zijn lectoraat omgezet in een gewoon hoogleraarschap weefselleer; zijn inaugurele rede, getiteld Cel en weefsel in maat en getal, hield hij op 26 februari 1973. Gedurende zijn tijd aan de UvA schreef of bewerkte hij verscheidene handboeken op zijn vakgebied. In 1981 vertaalde en bewerkte hij samen met C.J.H. van den Broek Functionele histologie uit het Engelse Basic histology, een werk van L.C. Junqueira en J. Carneiro, waarvan een jaar later al een tweede druk verscheen; in 1987 verscheen een nieuwe vertaling van de Engelse 5e druk, en in 1990 opnieuw een herziening van dit werk, gebaseerd op de 6e Engelse druk terwijl hij ten slotte meewerkte aan de 6e en 7e Nederlandse herziene uitgaven in 1993 en 1996. In 1990 noemde hij 'celtherapie' zoals die gebruikt werd door 'celtherapeuten' bij topsporters onzin. Per 1 januari 1993 ging hij met emeritaat; zijn afscheidsrede Beeldende kunde sprak hij uit op 10 september van dat jaar. In 1994 werkte hij mee aan De cel in medisch perspectief. Een bundel artikelen uit het Nederlands tijdschrift voor geneeskunde. In 1996 beschreef hij de 100-jarige geschiedenis van de histologie in Amsterdam.
James was tevens amateur-violist, kenner van violen en hij publiceerde in 1999 een boek over dit instrument.
Prof. dr. J. James overleed in 2018 op 89-jarige leeftijd.